# Restless and Wild
Restless and Wild (рус. «Неугомонный и дикий») — четвёртый студийный альбом группы Accept, вышедший в 1982 году, стал настоящим прорывом группы. Композиции были оригинальными, что вместе с продюсированием Михаэля Вагенера показало способность группы к инновациям и оживлению жанра. Песня «Fast as a Shark» послужила образцом для трэш-метал групп, таких как Slayer и Anthrax, которые появились позже.

## Об альбоме
Открывающая альбом скоростная песня «Fast as a Shark», по общему признанию критиков, стала одной из первых композиций в стиле трэш-метал. Вступление к песне (Heidi-heido-heida — припев из народной немецкой песни «Ein Heller und ein Batzen») звучит в исполнении детского хора, в котором участвовал Дитер Диркс, в студии которого записывался альбом. Затем вступает гитарный рифф с быстрым двойным басовым барабанным ритмом. По мнению обозревателя журнала Classic Rock, песня до сих пор стоит на своём месте как одна из самых тяжелых песен, когда-либо написанных. 
По словам гитариста Вольфа Хоффманна, барабанщик, Штефан Кауфманн придумал сумасшедшую идею играть двойной бас, от начала до конца, чего группа никогда раньше не делала. Потом он же придумал основную идею и рифф, а Вольф написал среднюю часть для песни. В самом конце, музыканты хотели сделать необычное вступление для неё, и гитаристу пришла в голову идея выпустить пластинку, которая была бы полной противоположностью тому, что люди ожидали услышать. «Я думал, что все, кто купит пластинку, [подумают], что они, возможно, купили не ту пластинку. Такова была идея — вы идете в магазин, покупаете новую пластинку Accept, ставите её и говорите: „Какого черта? Кто-то положил не ту пластинку в конверт!“», — вспоминал гитарист. Затем музыканты взяли одну из старых пластинок с немецкими традиционными народными песнями, использовали из неё фрагмент, где звучали слова «Heidi-heido-heida», а оставшуюся часть просто испортили, сорвав на ней иглу проигрывателя. Однако впоследствии выяснилось, что песенку «Heidi-heido-heida» с удовольствием пели солдаты вермахта, что в сочетании с милитаризованным обликом группы породило обвинения в пропаганде нацизма.
Заглавный трек этого классического альбома, по мнению журнала Decibel, — отличный пример того, как Accept умели правильно писать угрюмые риффы, создающие отличную атмосферу. «Группа исполняет классический гимн Accept, действительно попадая в самую точку, на которую они потратят гораздо больше времени в своем следующем полноформатном альбоме», — пишет обозреватель журнала.
Завершающая первую сторону оригинального лонгплея песня «Neon Nights» — это мрачная шестиминутная эпопея, которая была длиннее большинства песен четвёртого альбома группы. В ней больше экспериментального, прогрессивного настроя, чем в некоторых других песнях Accept. «Я думаю, что это была одна из песен, где я осмелился немного выйти из тени как гитарист», — говорит Хоффманн в интервью журналу American Songwriter. «Сначала [есть] вступление с необычными звуками гитарной педали, которые я использую, затем есть эта довольно сложная средняя часть и долгое финальное соло».
«Don’t Go Stealing My Soul Away», по мнению онлайн-издания Brave Words, — это неуклюжая попытка Удо Диркшнайдера исполнить пауэр-балладу, но заканчивается она классической «Princess Of the Dawn». Этот финальный трек альбома построен вокруг одного риффа, который нарастает и нарастает вплоть до припева.

## Критика
Журнал Metal Hammer, включивший Restless and Wild в десятку лучших металлических альбомов Германии, пишет: «Под предводительством крикуна с пухлым лицом Удо Диркшнайдера тевтонские ужасы достигли максимальной скорости на своем четвертом альбоме Restless And Wild. Мускулистые и едва приученные к дому, они были далеки от гладкого металла MTV, который поставляли их соотечественники, — и в бессмертном „Fast As A Shark“ они установили отметку в 200 миль в час для наступающей эры трэша».
Журнал Classic Rock считает Restless And Wild самым важным альбомом Accept и шедевром хэви-метала всех времен. «Его первый залп „Fast As A Shark“ был молниеносной атакой, предвосхитившей трэш. А в заглавном треке и грандиозном финале „Princess Of The Dawn“ звучала группа, которая наконец осознала свою полную мощь», — полагает обозреватель журнала.
Говард Джонсон из журнала Kerrang! в образных выражениях описывает своё впечатление от альбома: «Restless And Wild — это тяжело, тяжело, тяжело. У скуки нет ни единого шанса, поскольку каждый рифф от открывающей „Fast As A Shark“ до эпической завершающей „Princess Of The Night“ бьет вас прямо в голову. Вольф Хоффманн и новичок Ян Коммет окружают вас таким количеством горячих гитарных фраз, что нет выхода! И Удо Диркшнайдер не отпускает вас с безупречным, визжащим выступлением, превосходно подходящим для бульдозерного фона».
Альбом занимает 46 место в списке «100 величайших метал-альбомов всех времён» по версии греческого издания журнала Metal Hammer. Немецкое издание этого журнала поставило Restless and Wild на 60-е место в своём рейтинге «500 лучших хэви-металлических альбомов» и написало о нём: «В октябре 1982 года уже было ясно, что тевтонская метал-группа из Золингена во главе с вокалистом Удо Диркшнайдером находится на пороге своего величайшего успеха: Restless and Wild был новаторским, кульминацией которого стал программный, хитовый трек „Fast As A Shark“, часто называемый „Большим взрывом спид-метала“. Отныне Accept — это универсальная метал-группа!».

## Список композиций
Все песни написаны Accept, с участием особо указанных лиц
Сторона 1 LP
1. «Fast as a Shark» («Быстрый как акула») (3:48)
2. «Restless and Wild» («Неугомонный и дикий») (4:10) (Accept + Robert A. Smith Diesel)
3. «Ahead of the Pack» («Во главе стаи») (3:22)
4. «Shake Your Heads» («Тряхни головой!») (4:00)
5. «Neon Nights» («Неоновые ночи») (6:00)(Deaffy + Robert A. Smith Diesel + Accept)

Сторона 2 LP
1. «Get Ready» («Будь готов») (3:49)(Accept + Robert A. Smith Diesel)
2. «Demon’s Night» («Ночь демонов») (4:34)
3. «Flash Rockin’ Man» («Блистай, рокер») (4:24)
4. «Don’t Go Stealing My Soul Away» («Не кради мою душу») (3:15) (Accept + Robert A. Smith Diesel)
5. «Princess of the Dawn» («Принцесса рассвета») (6:15) (Deaffy + Robert A. Smith Diesel + Accept)

## Участники записи
- Удо Диркшнайдер — вокал
- Вольф Хоффман, — гитара
- Петер Балтес — бас-гитара
- Штефан Кауфманн — ударные
- Ян Комет — гитара

Технический персонал:
- Михаэль Вагенер — звукооператор
- Стефан Боле — фото на конверте, идея оформления

## Синглы
- «Fast as a Shark» (1982)
- «Restless and Wild»(1983)

## Чарты
- Швеция 27 место
- Нидерланды 47 место
- Великобритания 98 место[28]